# Port Loko
Port Loko est une ville, capitale du district de Port Loko, située dans la province du Nord, en Sierra Leone.

## Source
- (en) Cet article est partiellement ou en totalité issu de l’article de Wikipédia en anglais intitulé « Port Loko » (voir la liste des auteurs).